# Palazzo Zuccari

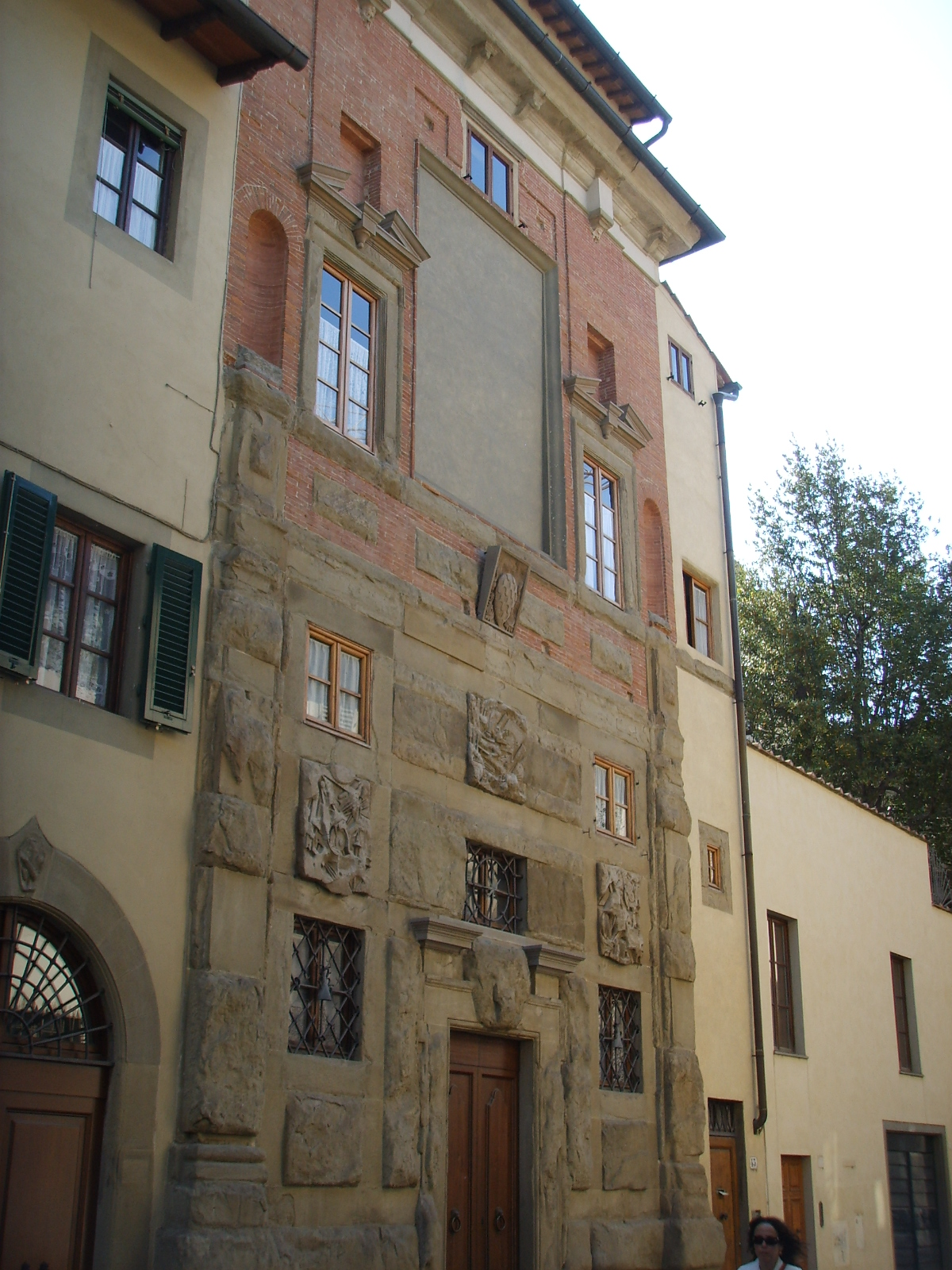
Fachada do Palazzo Zuccari.

O Palazzo Zuccari é um palácio da Itália, localizado em Florença, na Via Giusti (antiga Via del Mandorlo). Foi construído na segunda metade do século XVI pelo pintor Federico Zuccari.

## História
O Palazzo Zuccari foi realizado pelo pintor Federico Zuccari durante a sua breve estadia em Florença, a qual durou apenas o tempo necessário para terminar os afrescos na cúpula interna de Santa Maria del Fiore. Antes de habitar este palácio, Zuccari já vivia, desde 1577, na antiga casa onde Andrea del Sarto vivera cinquenta anos antes, situada na esquina com a Via Gino Capponi. Para demonstrar o seu engenho artístico, Zuccari fez erguer este edifício, numa parcela de terreno por trás da casa onde vivia, para servir de sua oficina entre 1578 e 1579, antes da sua partida súbita nesse mesmo ano. Inicialmente estavam previstos afrescos para todo o palácio, mas o pintor actuou somente no seu palácio romano depois da partida de Florença.
A partir de 1987, o palácio e a casa Zuccari pertencem à Associação dos Amigos do Kunsthistorisches Institut, depois de uma doação efectuada pelo Deutsche Bank, que financiou, juntamente com outros patrocinadores, uma série de restauros entre 1988 e 2001.
Esta zona, no século XVI, era habitada por muitos artistas, devido à sua proximidade com a Academia de Desenho de Florença, então situada na capela de San Luca da Basilica della Santissima Annunziata. Além do já citado Andrea del Sarto, viveram nesta zona Pontormo, Perugino, os irmãos Da Sangallo (no Palazzo Ximenes da Sangallo), e Giambologna (no Palazzo Quaratesi), entre outros.

## Arquitectura
O Palazzo tem uma fachada estreita única em Florença, com um misto de materiais de construção e rusticações em pietraforte. Existe algo semelhante no Palazzo Budini Gattai, mas no caso do Palazzo Zuccari o conjunto é muito mais original e audacioso. Nesta obra, é óbvio o desejo auto-celebrativo, onde o pintor e arquitecto quis demonstrar o seu talento artístico numa cidade que já havia hospedado alguns dos mais conhecidos artistas a nível internacional. A "pedra bruta", disposta simetricamente em blocos de tamanho e forma variável propositadamente dissonante, segundo o gosto cenográfico do artista, é entrecortada por altos relevos representando os instrumentos das três Artes maiores (pintura, escultura e arquitectura, actualmente substituídos por cópias); na parte superior abre-se um grande rectângulo onde, segundo o projecto original, deveria ser inserido um afresco, flanqueado por duas esculturas a colocar em nichos, igualmente preparados e deixados vazios.

## Galeria de imagens do Palazzo Zuccari

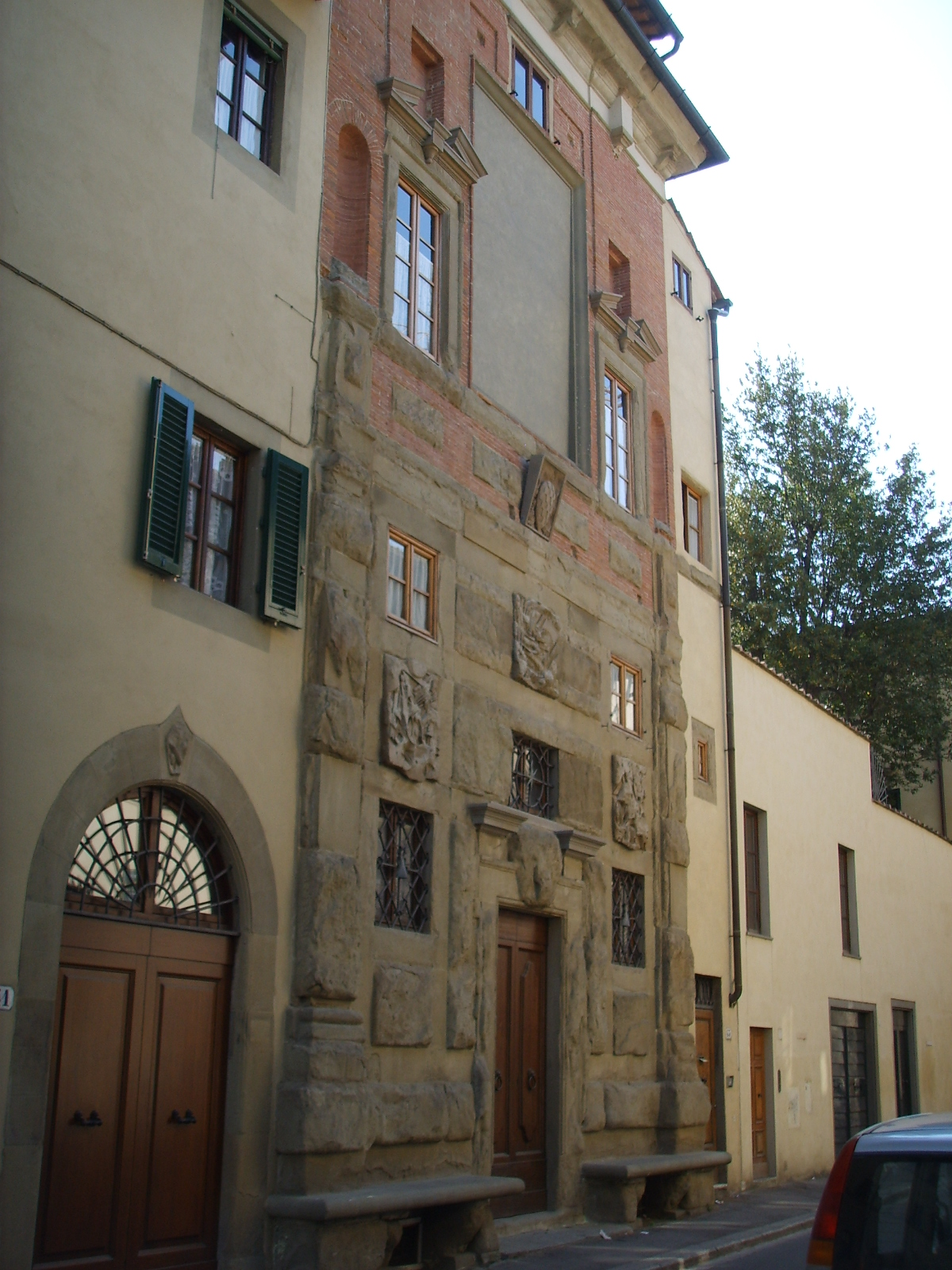
Vista do Palazzo Zuccari
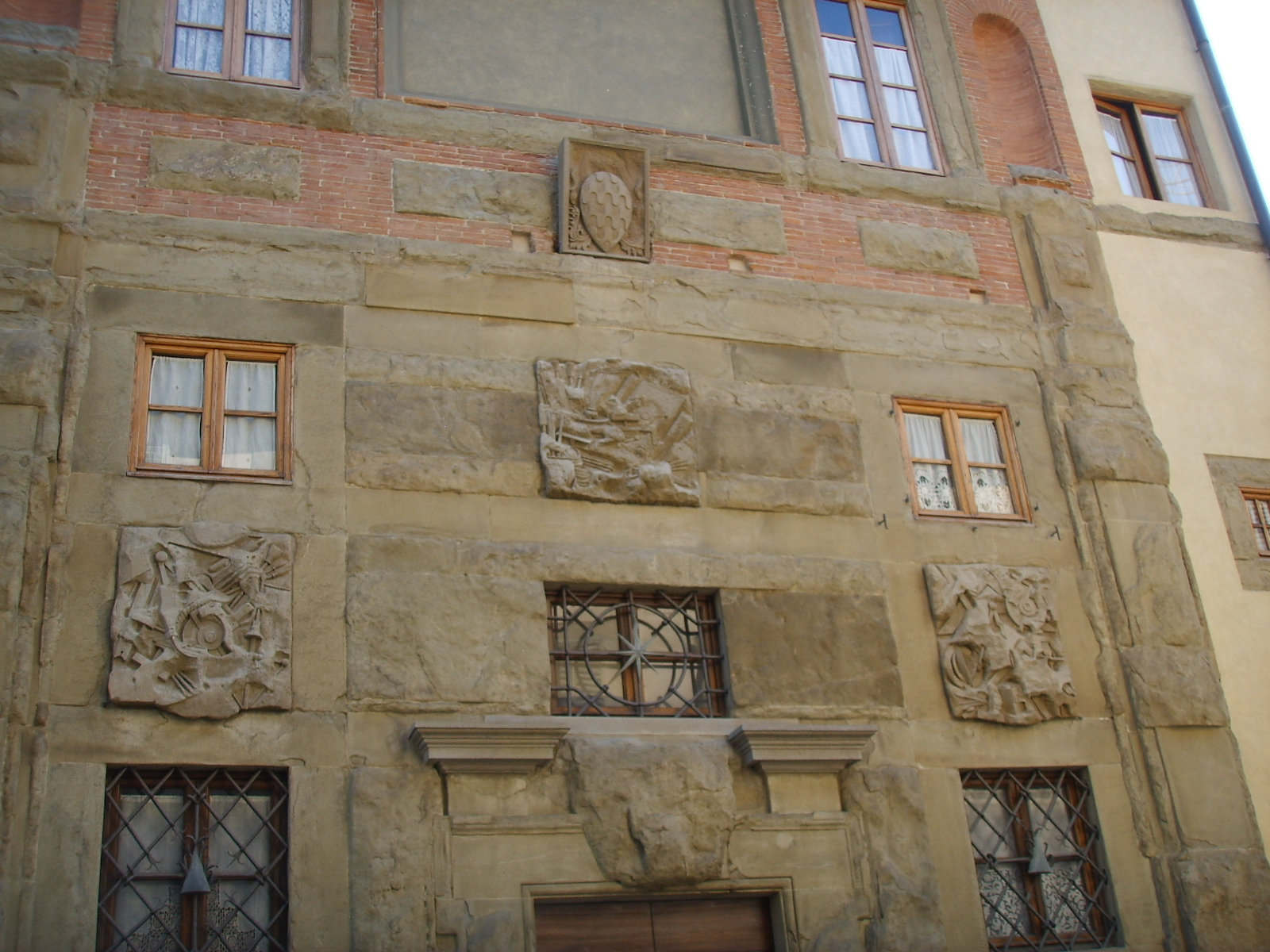
Os altos relevos na fachada
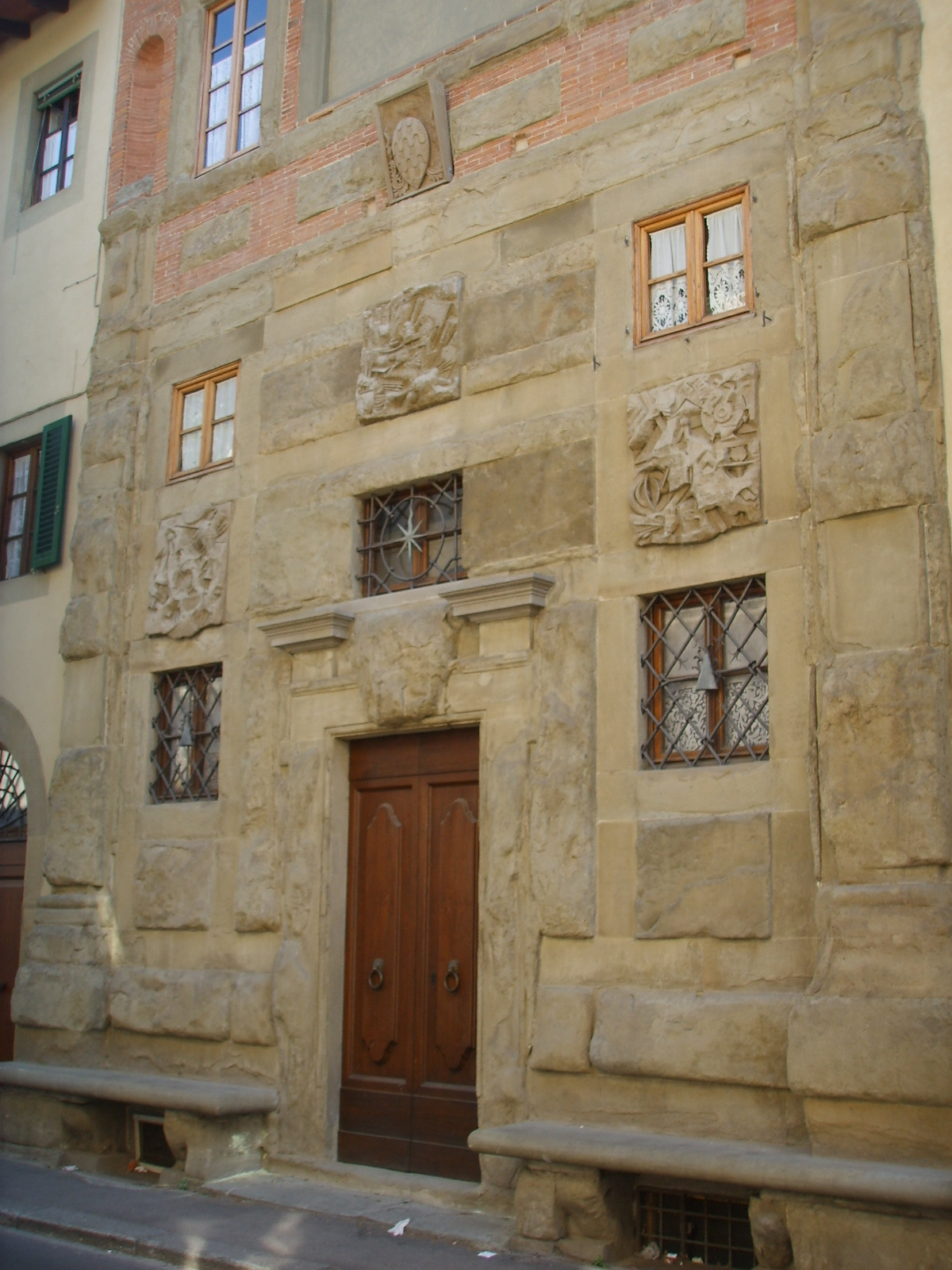
O piso térreo